# Agrostis breviculmis
Agrostis breviculmis é uma espécie de gramínea do gênero Agrostis, pertencente à família Poaceae.